# Shimotsuke (provincia)

Mappa delle province giapponesi con la provincia di Shimotsuke evidenziata.

Shimotsuke, formalmente scritta Shimotsuke no Kuni (giapponese: 下野国), fu una provincia del Giappone, che oggi fa parte della prefettura di Tochigi.
L'antica capitale della provincia era vicino all'attuale città di Tochigi, ma nel periodo feudale il centro più importante era vicino alla capitale odierna, Utsunomiya. Durante il Periodo Sengoku diverse parti della provincia di Shimotsuke furono possedimenti di numerosi piccoli daimyō.
Nella città di Nikkō sono collocati la tomba ed il santuario di Tokugawa Ieyasu